# Rym zewnętrzny
Rym zewnętrzny – współbrzmienie, które łączy dwa słowa stojące w klauzulach dwóch różnych wersów.
Ta łza, co z oczu twoich spływa,
Jak ogień pali moją duszę,
I wciąż mnie dręczy myśl straszliwa,
Że cię w nieszczęściu rzucić muszę.
Że cię zostawić tak znękaną
I nic z win przeszłych nie odrobię -
Ta myśl jest wieczną serca raną
I ścigać będzie jeszcze w grobie.
(Adam Asnyk, Ta łza)
W strofie mickiewiczowskiej dwukrotnie występuje rym wewnętrzno-zewnętrzny (średniówkowo-klauzulowy) i raz rym zewnętrzny.
Wyście krzepcy i zdrowi, jedzcie służyć krajowi,
Niech litewskie prowadzą was Bogi;
Tego roku nie jadę, lecz jadącym dam radę:
Trzej jesteście i macie trzy drogi.